# 長和町立長門小学校
長和町立長門小学校（ながわちょうりつ ながとしょうがっこう）は、長野県小県郡長和町にある公立小学校。

## 沿革
- 1973年（昭和48年）4月 - 長門町立大門小学校・長久保小学校・古町小学校が統合し、長門町立長門小学校が開校。この時点では、統合前の3校の校舎に分散していた。
- 1975年（昭和50年）4月 - 実質統合、開校式。
- 2005年（平成17年）10月 - 長門町が和田村と合併し長和町となったことにより、長和町立長門小学校と改称。

## 通学区域
- 長和町
  - 大門
  - 長久保
  - 古町

## 進学先中学校
- 上田市長和町中学校組合立 依田窪南部中学校（所在地：上田市武石地区）